# Cypel Rzucewski
Cypel Rzucewski – przylądek w gminie Puck (powiat pucki, województwo pomorskie), położony nad Zatoką Pucką na obszarze Nadmorskiego Parku Krajobrazowego. U nasady cypla znajduje się plaża przechodząca w kierunku zachodnim w zalesione wybrzeże klifowe Kępy Puckiej. W kierunku północnym od Cypla Rzucewskiego znajduje się grupa głazów narzutowych tzw. Dwunastu Apostołów, stanowiąca pomnik przyrody.